# استیون هستر
استیون هستر (به انگلیسی: Stephen Hester) (زاده ۱۴ دسامبر ۱۹۶۰) بانکدار، بازرگان و مدیر ارشد اجرایی بریتانیایی است، که در حال حاضر به‌عنوان مدیر عامل اجرایی گروه بیمه آراس‌ای فعالیت می‌کند.